# Coding Technologies
Coding Technologies Aktiebolag (früher Coding Technologies Sweden AB) war ein privates schwedisches IT-Unternehmen.
Es wurde von Lars Liljeryd im Jahr 1997 in einem Keller auf dem Sveavägen in Stockholm gegründet und unterhielt Büros in Deutschland (Nürnberg), der Volksrepublik China und den Vereinigten Staaten. 2007 wurde es von den Dolby Laboratories für rund 250 Millionen Dollar übernommen.
Bekannteste Produkte des Unternehmens waren die Spektralband-Replikation (SBR) und (zusammen mit Philips) parametrisches Stereo (PS), an denen es Patente hielt und vermarktete.
Diese Techniken sind heute kombiniert mit MPEG-4 Audio AAC zur Verbesserung der subjektiv empfundenen Audioqualität bei niedrigsten Bitraten und standardisiert als HE-AAC in breitem Einsatz. Coding Technologies hielt auch die Markenrechte an der synonym zu HE-AAC verwendeten Bezeichnung "aacPlus" und vermarktete diese, ebenso davor "mp3PRO" (MP3+SBR).